# Sigurd Fafnersbane (film)
|  | Denne artikel er oprettet af botten Steenthbot ud fra en ekstern database. Den kan derfor have sproglige fejl eller mangler. Denne skabelon kan fjernes efter kontrol af indholdet. |

Sigurd Fafnersbane er en dansk børnefilm fra 1981 instrueret af Jørgen Vestergaard og efter manuskript af Jørgen Vestergaard og Steen Kaalø.

## Handling
Kongesønnen Sigurd ægges af smeden Regin til at tage kampen op mod ormen Fafner, som ligger på Gnitahede og vogter en stor skat. Sigurd dræber Fafner med sin fars sværd Gram. Han tager skatten og drager ud i verden for at blive lykkelig, men i modsætning til talrige eventyr bringer rigdommen han ingen lykke. Guldet er forbandet og mænd og kvinder dør for morderhånd og for egen hånd.